# 嶋田真
嶋田 真（しまだ まこと、1984年8月29日 - ）は、日本の俳優、声優。
東京都出身。元スーパー・エキセントリック・シアター所属。

## 出演作品

### テレビアニメ
2011年
- 遊☆戯☆王ZEXAL（2011 - 2014、武田鉄男[1]） - 2シリーズ

2012年
- トリコ（モータン、チュパリー）

2015年
- 神様はじめました◎（鉄鬼丸）

### TV
- カンゴロンゴ
- SMAP×SMAP
- プロゴルファー花
- ヤマトナデシコ七変化
- 夏の恋は虹色に輝く#5（助監督）
- まっすぐな男
- ブザービート
- ロト6で3億2千万円当てた男（ラーメン屋店員）
- スミレ16歳!!（舎弟）

### 映画
- 世界のどこにでもある、場所
- なくもんか
- 腐女子彼女

### ゲーム
- 遊☆戯☆王ゼアル デュエルターミナル（武田鉄男）
- 遊☆戯☆王ゼアル 激突!デュエルカーニバル!（武田鉄男）
- 遊戯王 デュエルリンクス（武田鉄男[2]）

### 舞台
- 日本劇団協議会主催 創作劇奨励公演「バラシ」(2010年2月 赤坂RED THEATER)
- 伊東四朗×熱海五郎一座合同公演
  - 喜劇「日本映画頂上決戦〜銀幕の掟をぶっとばせ！〜」（2009年5月 青山劇場）
  - 「タンゴ・冬の終わりに」（2006年、シアターコクーン）
- 逆境ナイン（2012年、シアターグリーン） - 大石倉助 役
- すゞひ企画「密室は致死量の未来を予言する」（2024年5月 グレースバリ銀座 他）[3]
- #ミステラ「眠る脳と脈打つ宿罪」（2025年4月 - 5月、HEP HALL 他）[4]

### CF
- ロッテ「Fit's」
- ハイアンドマイティカラー　1stアルバム発売
- WEB CF TECMO「NINJA GAIDEN」（2009年）
- ソラシドエア 力士(2016年)

### その他
- 「WILLCOM FORUM&EXPO 2008」(2008年 東京ミッドタウン) page top